# Kromony

Chromon

Kromony – grupa organicznych związków chemicznych będących pochodnymi chromonu (kromonu). Niektóre związki z tej grupy są stosowane jako leki zapobiegające degranulacji mastocytów w chorobach alergicznych, zwłaszcza w astmie oskrzelowej – należą do nich kromoglikan sodu i nedokromil. Z kolei lodoksamid stosuje się do leczenia alergicznego zapalenia spojówek.